# Escalante (Cantabrie)
Pour les articles homonymes, voir Escalante.
Escalante est une commune espagnole située dans la communauté autonome de Cantabrie.